# Longós
Longós (Longos) är en ort i Grekland.   Den ligger i prefekturen Fthiotis och regionen Grekiska fastlandet, i den centrala delen av landet, 110 km nordväst om huvudstaden Aten. Longós ligger 31 meter över havet och antalet invånare är 243.
Terrängen runt Longós är varierad. Havet är nära Longós åt nordost. Runt Longós är det ganska glesbefolkat, med 50 invånare per kvadratkilometer. Närmaste större samhälle är Áyios Konstandínos, 4,9 km väster om Longós. 